# Електроніка МС 1504

Електроніка МС 1504 — перший радянський портативний персональний комп'ютер у форм-факторі «ноутбук» на процесорі КР1834ВМ86 (i80C86 сумісний). Спочатку мав назву ПК-300 і ціну в 550 доларів США. Як прототип використаний невеликий портативний комп'ютер «T1100 PLUS» фірми Toshiba.

## Технічні характеристики
- Центральний процесор: КР1834ВМ86 на тактовій частоті 4,77 МГц та 7,16 МГц у режимі Turbo.
- Розрядність процесора: 16 біт
- Розрядність шини даних: 8 біт
- Оперативна пам'ять: 640 кілобайт
- Відеоконтролер: CGA
- Повна маса: 4,5 кг (з акумуляторами)

## Інтерфейси
- Паралельний інтерфейс: ИРПР-М (Centronics)
- Послідовний інтерфейс: рос. Стык С2 (RS-232)
- Інтерфейс для підключення зовнішнього багатоколірного монітора по ГОСТ 28406-89 (RGB)
- Інтерфейс для підключення зовнішнього монохромного монітора по ГОСТ 28406-89 (ВИДЕО)
- Можливість підключення зовнішнього дисковода 5,25" ємністю 360 кілобайт.
- Контролер на два 3,5" дисковода
  - Кількість каналів сполучення з НГМД: 2
  - Форматована ємність — 720 кбайт